# Plaek Phibunsongkhram
Plaek Phibunsongkhram (in thailandese แปลก พิบูลสงคราม, traslitterato anche Pibulsonggram, conosciuto anche con il diminutivo Phibun; Provincia di Nonthaburi, 14 luglio 1897 – Sagamihara, 11 giugno 1964) è stato un generale e politico thailandese, primo ministro e dittatore della Thailandia dal 1938 al 1944 e dal 1948 al 1957.

## Biografia
Nato nella Provincia di Nonthaburi nel 1897 con il nome Plaek Khittasanga, era figlio di Kid, che lavorava in un frutteto di durian, e della signora Sam Ang. Fu chiamato Plaek, che vuol dire strano, per la posizione delle orecchie più bassa del normale. Dopo aver frequentato le scuole primarie e secondarie al Wat Kemapirataram, entrò all'Accademia Chulachomklao dei Cadetti del Regio Esercito. Laureatosi a 19 anni, fu inquadrato con il grado di sottotenente di Artiglieria nella VII Area dell'esercito di stanza nella provincia di Phitsanulok.
Qualche anno dopo continuò gli studi al College per il personale di comando a Bangkok e si aggiudicò una borsa di studio per frequentare la Scuola di Artiglieria francese a Fontainebleau, nei pressi di Parigi. Promosso maggiore, come era di consuetudine a quel tempo nei vertici delle forze armate, il re Prajadhipok gli conferì nel 1928 il titolo nobiliare Luang e l'appellativo Phibun Songkhram, che significa "guerra estesa" e che Plaek adottò come cognome.

### Periodo in Francia
Nella capitale francese entrò nella locale associazione degli studenti siamesi e tra i connazionali che conobbe in questo periodo quelli che avrebbero maggiormente segnato la sua vita furono il militare Prayoon Pamornmontri e il civile Pridi Banomyong, inviati dal governo per studiare scienze politiche il primo e giurisprudenza e economia politica il secondo.
Fu a Parigi che questi ed altri studenti siamesi iniziarono a progettare la trasformazione del Regno del Siam in una monarchia costituzionale. Nacque un gruppo segreto di cospiratori in cui Pridi fu l'ispiratore, Plaek il braccio armato e Prayoon l'organizzatore. Il gruppo, nucleo di quello che sarebbe diventato il partito Khana Ratsadon, ben presto si espanse e una notevole acquisizione fu quella dell'alto ufficiale della Regia Marina Militare Sinhu Songkramchai. La conclusione del dibattito interno fu che il popolo siamese non era pronto per formare un movimento di massa e che per ottenere la democrazia sarebbe stato necessario un colpo di Stato organizzato con personaggi inseriti in istituzioni di importanza nevralgica.

### Ritorno in Siam
Al ritorno in Siam, Phibun ottenne una posizione di prestigio al servizio di un nobile e il suo apporto alla preparazione del colpo di Stato fu limitato a istruire giovani ufficiali dell'esercito. Pridi addestrò alla ribellione diversi funzionari statali civili, mentre Prayoon ebbe il merito di far aderire al movimento il potente Phahon Phonphayuhasena, uno dei capi militari più influenti del Siam. I cospiratori si resero conto dell'esigua forza di cui disponevano e si dedicarono in prevalenza alla ricerca di ufficiali di alto grado delle forze armate.

### La rivoluzione del 1932

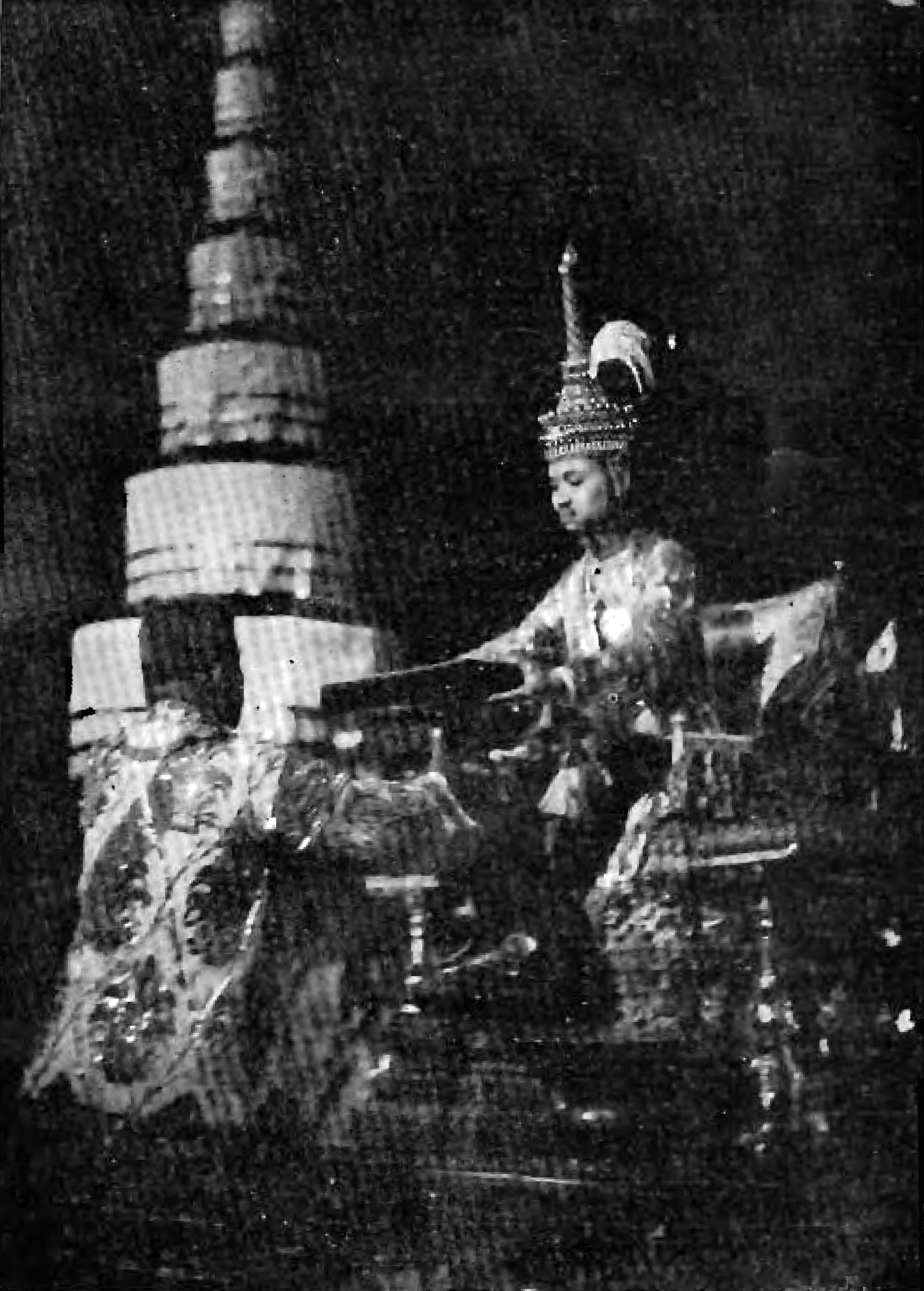
Re Rama VII mentre firma la prima costituzione permanente del Siam il 10 dicembre 1932

In quel periodo il Siam entrò in piena emergenza economica, derivata dalla crisi globale che seguì la grande depressione del 1929 e dalle enormi spese sostenute dallo Stato durante i precedenti regni di Rama V e Rama VI. Il re Prajadhipok (Rama VII, sul trono dal 1925) si trovò costretto a ridurre gli effettivi e le spese delle forze armate, provocando crescente malumore tra gli alti gradi militari e facilitando il reclutamento di questi ultimi tra le file dei cospiratori. Un altro fattore che spinse gli alti ufficiali ad unirsi al progetto, fu il dispotismo dei principi della casa reale in qualità di comandanti delle truppe.
Il colpo di Stato fu tenuto segreto fino all'ultimo e l'attacco, concentrato sulla sola capitale Bangkok, ebbe luogo il 24 giugno 1932, mentre il sovrano si trovava in vacanza nel sud del Paese. Fu portato a termine in giornata senza spargimento di sangue, bloccando le comunicazioni e neutralizzando il ministro dell'Interno, che non poté quindi attivare la Polizia. Dopo aver bloccato anche il reggimento cittadino di Fanteria e la Guardia Reale (Phibun ebbe il compito di presidiare le caserme di quest'ultima), i ribelli si diressero al Grande palazzo reale dove venne proclamata l'abolizione della monarchia assoluta e l'istituzione di un governo costituzionale. Fu distribuito il manifesto di programma del nuovo Partito Popolare (Khana Ratsadon), nome che prese il gruppo ribelle, che criticava ferocemente il re e lo minacciava di essere destituito con la proclamazione della Repubblica se non avesse acconsentito a concedere la costituzione.
Il re ritornò precipitosamente a Bangkok e diede subito udienza agli organizzatori del colpo di Stato, comunicando che accettava la costituzione e che la concessione della democrazia era già nei suoi piani. Pochi mesi prima una sua proposta di costituzione era stata respinta dal Consiglio Supremo che riteneva la popolazione non ancora pronta alla democrazia. Il monarca fu privato di quasi tutti i poteri e relegato ad un ruolo puramente formale. La casa reale sarebbe rimasta in una posizione subalterna alle forze armate per i successivi venticinque anni, ma il re formalmente aveva mantenuto il proprio prestigio: la concessione della Costituzione si presentava come un omaggio del sovrano, che conservava agli occhi del popolo una personalità superiore a quella dei ribelli.
Il 28 giugno, i 70 membri della neonata Camera dei deputati nominarono capo del Consiglio dei ministri, che prese però il nome di Comitato pubblico, il monarchico Manopakorn Nititada, membro del Consiglio privato di Sua Maestà. Manopakorn a sua volta nominò i 14 altri membri del Comitato, tra i quali Phibun, Pridi, Prayoon e Phahon. In breve tempo fu approvata una Costituzione provvisoria; il successivo 10 dicembre fu introdotta la Costituzione permanente e l'esecutivo prese il nome di Consiglio dei ministri.

### Il colpo di Stato del 1933
Il partito unico era composto da tre fazioni: una progressista che faceva capo a Pridi Banomyong, un'altra era espressione delle giovani leve dell'esercito ed era guidata da Phibun, e l'ultima, la più potente, era quella legata alle alte gerarchie militari, capeggiata da Phahon Phonphayuhasena. Ben presto le posizioni liberal-socialiste della fazione civile trovarono dissenzienti molti nobili e militari conservatori, che fondarono il Partito Nazionale.
Nell'aprile del 1933 Pridi presentò una radicale riforma che prevedeva la nazionalizzazione delle terre, l'assegnazione delle terre stesse e sussidi ai contadini nonché l'istituzione di un ente di previdenza sociale in favore delle fasce più povere. Il disegno di legge fu bollato come comunista e respinto dal re e dal primo ministro Manopakorn, che fu investito di poteri dittatoriali dal sovrano ed emise leggi di gravità eccezionale. Dispose lo scioglimento del parlamento e la sospensione della costituzione, fece approvare una legge anti-comunista che provocò l'incarcerazione dell'intero Comitato Centrale del Partito Comunista del Siam, nonché la censura e la chiusura di svariate pubblicazioni di sinistra. L'appartenenza ad un'organizzazione comunista divenne passibile di pene fino a 12 anni di reclusione.
Il progetto di Pridi aveva anche spaccato la compagine di governo. Le vibranti proteste dei proprietari terrieri e della vecchia aristocrazia spinsero l'ala conservatrice del Partito Popolare a schierarsi apertamente contro la riforma. Tale spaccatura non si sarebbe più sanata fino al dopoguerra ed avrebbe visto le varie fazioni del partito combattersi con il progressivo indebolimento della fazione civile. La crescente influenza di Nititada e il dispotismo con cui impose il proprio volere allarmarono i vertici della fazione militare del Partito Popolare, e Phahon organizzò il primo colpo di Stato militare dell'era costituzionale, che ebbe luogo senza spargimento di sangue il 20 giugno 1933. Phahon si auto-nominò primo ministro, riattivò la costituzione e costrinse il re ad accettare tali eventi e a perdonare Pridi, che fu richiamato dall'esilio a cui era stato costretto ed arrivò a Bangkok il 29 settembre 1933.

### Abdicazione del re
Il mese seguente, le truppe regolari guidate da Phibun e altri ufficiali soffocarono la ribellione Boworadet, una rivolta lealista di altri militari guidati dal principe Boworadet che attaccarono Bangkok nel tentativo di reinstaurare la monarchia assoluta. Il re fu dichiarato estraneo alla ribellione, ma i rapporti tra i militari ed il monarca si incrinarono ulteriormente. Il successo riportato sui ribelli monarchici aumentò la stima di Phahon per Phibun.

Phibun (al centro in prima fila) con gli altri membri del suo governo nel 1938

Esautorato dal potere, Rama VII si recò in Europa per motivi di salute, da dove chiese riforme per il Siam che non furono prese in considerazione dal governo. In totale disaccordo con la gestione del Paese, abdicò mentre si trovava in Inghilterra il 2 marzo 1935. Il trono fu affidato al nipote di Rama VII Ananda Mahidol, che aveva solo 9 anni e viveva in Svizzera. Il Parlamento nominò suoi reggenti il colonnello principe Anuwatjaturong, il capitano di corvetta principe Athitaya Dibhabha ed il nobile Yommaraj (Pun Sukhum).

### Primo ministro
Nel frattempo, gli agganci politici avevano consentito a Phibun di scalare le gerarchie militari, nel 1934 aveva ottenuto il grado di colonnello e la carica di comandante dell'esercito. Presente in tutti gli esecutivi formati da Phahon, nel settembre del 1934 era diventato ministro della Difesa. Il declino politico di Phahon Phonphayuhasena fu legato ad alcuni scandali ed il dittatore fu costretto a dimettersi nel settembre del 1938. Rimase in carica ad interim fino alle elezioni che videro la vittoria di Phibun, nominato primo ministro il 16 dicembre 1938.

### Nazionalismo e modernizzazione
Al pari dei contemporanei fascismo e nazismo, il regime di Phibun fece un grande uso della propaganda; in questo intento si mise in luce Wichit Wathakan, un nobile ex monarchico che negli anni trenta divenne prezioso alleato di Phibun. Grazie all'aiuto di quest'ultimo e al proprio talento, Wichit seppe creare con la propaganda una nuova immagine del Paese. Venne introdotto il mito della modernizzazione del Paese secondo i modelli europei. Nel 1942 fu fondata l'Università Kasetsart (di Agraria) e l'anno dopo l'Università Silpakorn (di Belle Arti). Ai cittadini fu proibito di vestire con gli abiti tradizionali siamesi, di masticare il betel e di consumare l'oppio. Questa politica di modernizzazione non era però in favore dell'Occidente. Ad esempio, cristiani e musulmani thailandesi subirono discriminazioni durante il suo governo, mentre furono i buddhisti ad essere considerati "puri thailandesi". Nel 1941 fu adottato il 1º gennaio come capodanno ufficiale, fino ad allora lo era stato a marzo il tradizionale capodanno buddhista.

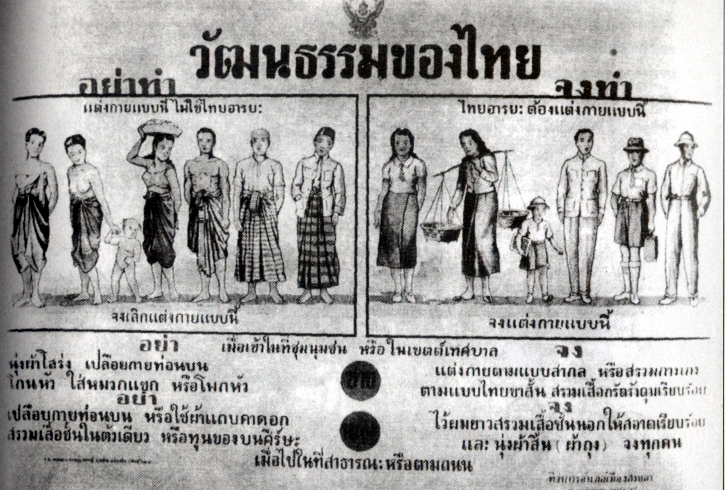
Manifesto thailandese ai tempi di Phibun, nel quale venivano proibiti gli "incivili" abiti tradizionali in favore di quelli della moda occidentale

Phibun cercò di sradicare la cultura cinese dalla società e nel 1939 il Paese fu ribattezzato Thailandia (เมืองไทย, Mueang Thai, letteralmente: il Paese dei liberi) ripudiando il nome Siam di origine cinese. Introdusse il piano dell'economia "Thailandia per i thailandesi", con cui furono imposte pesanti tasse alle aziende straniere, molte delle quali erano cinesi, e furono offerti aiuti alle aziende di proprietà di thailandesi. Posti di lavoro che per tradizione venivano assegnati a membri della comunità thai-cinese furono riservati con Phibun ai soli thai. Nuove imprese statali monopolizzarono settori dell'economia tradizionalmente in mano a grandi mercanti cinesi. In un discorso pubblico nel 1938, Wichit paragonò i cinesi in Siam agli ebrei della Germania nazista, affermando che i cinesi erano peggiori perché spedivano soldi in patria sottraendoli all'economia nazionale.
Grande slancio ebbe in questo periodo la thaificazione, un programma di assimilazione culturale che tese a uniformare nel Paese istruzione, lingua e altri aspetti della cultura secondo il modello della Thailandia Centrale. Nel 1939 fu introdotta una legge che consentiva agli stranieri residenti di diventare thai a patto che disconoscessero i legami con la patria e parlassero fluentemente la lingua thai. Tale legge permise ai ricchi mercanti cinesi di mantenere i propri capitali e aziende ed entrare a pieno titolo ai vertici dell'economia nazionale. La maggior parte delle scuole cinesi furono chiuse e anche gli abitanti dell'Isan e della Thailandia del Nord furono incoraggiati ad uniformarsi alla cultura di Bangkok.
Nella convinzione che in quegli anni i piccoli Stati sarebbero stati inglobati da quelli più grandi, la propaganda nazionale diffuse l'idea di un "Grande Impero di Thailandia" (Maha Anachak Thai), che avrebbe compreso territori della Cina meridionale, Laos, Cambogia, Malesia e Birmania. Fu nei primi anni del governo di Phibun che la Thailandia prese con insistenza a rivendicare i territori cambogiani e laotiani sottratti al Siam dai francesi tra la fine dell'Ottocento e l'inizio del Novecento. Fu incoraggiata la crescita demografica per la creazione di un grande Paese e fu salvaguardata la salute dei cittadini con l'istituzione del Ministero della Sanità Pubblica nel 1942.

### Contro la casa reale
Bersaglio di attentati tra il 1935 ed il 1938, probabilmente orditi dai monarchici, in tutta la sua carriera politica Phibun si batté per distruggere l'immagine della casa reale. Un anno dopo l'elezione a primo ministro, dichiarò di aver scoperto un complotto ai suoi danni di cui facevano parte elementi di spicco del lealismo monarchico; 70 persone furono arrestate delle quali 15 furono giustiziate. Rese noto il trasferimento di ingenti fondi dell'appannaggio reale a conti esteri privati di Rama VII, al quale fece requisire un palazzo reale. Vietò inoltre l'esposizione in pubblico dei ritratti del sovrano e abolì il ministero della Casa Reale. Dopo tali eventi, molti monarchici si rifugiarono all'estero.
L'ideologo e capo della propaganda Wichit Wathakan esaltò l'esperienza del Regno di Sukhothai, nel quale il popolo thailandese espresse le proprie aspirazioni di libertà e indipendenza, mentre fu critico sul più recente Regno di Ayutthaya, quando furono importati dall'Impero Khmer il culto del sovrano-divinità e la pratica dello schiavismo. Il 24 giugno, giorno della rivoluzione del 1932, divenne il principale giorno di festa nazionale, furono aboliti i titoli onorifici assegnati dal re, fu limitata di molto l'influenza della monarchia sulla sangha, la comunità dei monaci buddhisti. Il governo di Phibun fece costruire il monumento alla Democrazia a Bangkok per commemorare la rivoluzione. Fu inaugurato il 24 giugno 1940, ottavo anniversario della rivoluzione; oltre a celebrare la democrazia, la costituzione e la sottomissione della monarchia, divenne anche simbolo del grande potere delle forze armate.

### Militarismo e auto-celebrazione
Un altro dei motivi del declino di Phahonyothin fu l'incapacità di gestire nel Partito del Popolo l'equilibrio tra la fazione civile e quella militare, dove quest'ultima prese progressivamente il sopravvento. L'elezione di Phibun coincise con un rilancio del nazionalismo e del militarismo e l'accantonamento delle istanze democratiche, malgrado il progressista Pridi fosse stato nominato ministro delle Finanze. Il rapporto tenuto dallo Stato verso il popolo, di grande apertura al tempo della riforma proposta da Pridi nel 1933, tornò ad essere autoritario come ai tempi della monarchia assoluta. Phibun si rifece ai totalitarismi di stampo europeo di quel tempo ed impose al popolo di obbedire incondizionatamente alle sue decisioni.

Dopo le elezioni del 1938, Phibun si auto-nominò ministro della Difesa, dell'Interno e, in seguito, degli Esteri. L'esecutivo fu formato quasi esclusivamente da membri delle forze armate e le spese militari assorbirono il 33% del budget nazionale. Quando alcuni deputati criticarono tali spese, Phibun sciolse il Parlamento ed in seguito, per evitare voti contrari, iniziò a proclamare le leggi con decreti legislativi. Si auto-nominò Chom Phon, grado dell'esercito equivalente a feldmaresciallo, che era stato sino ad allora appannaggio esclusivo del re. Dal 1942 cominciò a farsi chiamare leader (in thai: than phu nam) e a promuovere slogan come:
Ordinò che una sua foto fosse appesa alla parete in ogni casa. Tra i vari provvedimenti che emanò, vi fu il decreto che permetteva l'uso quasi indiscriminato dell'arresto. Phibun ha ricevuto la critica di essersi ispirato a Mussolini e quella di aver ambito ad un ruolo presidenziale o regale. Il mito dei grandi leader e degli eroi nazionali, non solo siamesi, fu esaltato dalla propaganda e si estese dalla letteratura alla scultura e ad altre arti.

### Alleanza con il Giappone
Phibun fu attratto dai regimi totalitari e dal nazionalismo che scuoteva in quel periodo Italia, Germania e Giappone. Ammirava quest'ultimo in particolare per la modernizzazione con cui aveva raggiunto il livello sociale e militare dei maggiori Stati occidentali, tanto che il suo esercito era considerato il solo tra quelli asiatici in grado di competere militarmente con gli eserciti dell'Occidente. Stabilì i primi contatti con i diplomatici di Tokyo già nel 1933, chiedendo aiuto nel caso in cui il Siam fosse stato aggredito da una Potenza occidentale. Alla simpatia iniziale fece seguito la collaborazione fra i due Paesi e nel 1935 fu istituita l'Associazione Giappone-Siam, in cui entrarono molti della fazione di Phibun. Nel 1938, quando i cinesi del Siam sabotarono le locali aziende giapponesi, Phibun contribuì alla creazione della Compagnia del riso thailandese, che assunse il quasi intero monopolio del mercato interno del riso togliendolo ai grandi mercati cinesi. Negli anni successivi aumentarono i provvedimenti per limitare l'influenza cinese nell'economia nazionale.

#### Guerra franco-thailandese

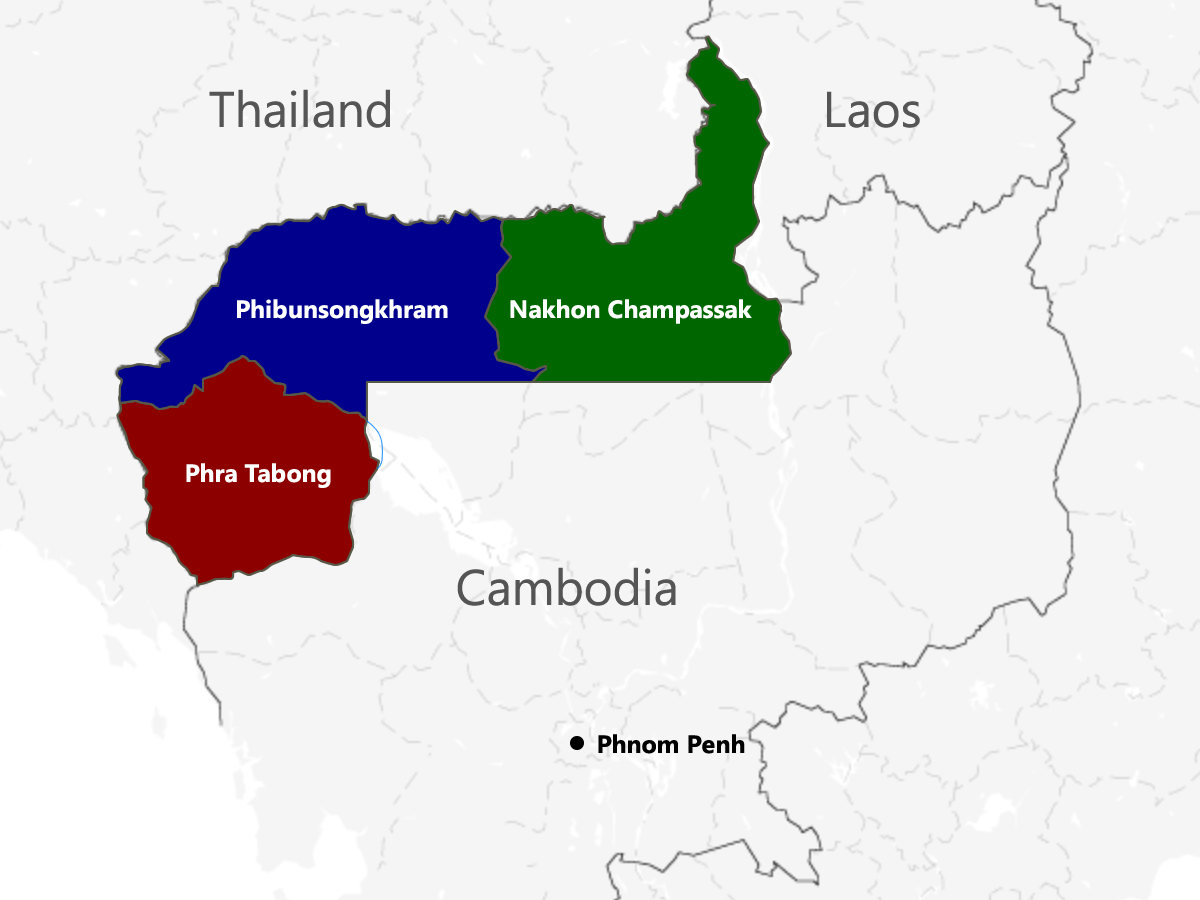
Le quattro province cambogiane strappate ai francesi nel 1941, in blu la provincia Phibunsongkhram

Lo scoppio della seconda guerra mondiale e la successiva Campagna di Francia, con cui i tedeschi occuparono Parigi nel giugno del 1940, aprirono uno spiraglio per le ambizioni thailandesi di riprendere il controllo dei territori ceduti ai francesi durante il regno di Rama V. Il Governo di Vichy, sottomesso ai tedeschi, non poté rifornire le proprie colonie e fu costretto a permettere in settembre lo stazionamento nell'Indocina francese delle truppe dell'Impero giapponese, che cercavano di tagliare i rifornimenti ai cinesi nell'ambito della seconda guerra sino-giapponese (1937-1945).
Phibun approfittò della situazione e nell'ottobre del 1940 diede il via alla breve guerra franco-thailandese, inviando truppe lungo la frontiera thai-laotiana, dove in novembre si registrarono i primi scontri. L'esercito thai era equipaggiato con moderni armamenti acquistati da Giappone e Stati Uniti e in dicembre attraversò il Mekong, penetrando anche nella Cambogia Occidentale. Combattimenti dall'esito altalenante ebbero luogo lungo 4 fronti e in territorio laotiano vi furono alcuni successi thailandesi. In gennaio vi fu la battaglia di Koh Chang, in cui la Marina Francese sbaragliò quella Thailandese. L'intervento come mediatori dei giapponesi impose la tregua a fine gennaio.
Il conflitto ebbe fine ufficialmente con il trattato firmato a Tokyo il 9 maggio 1941 con il quale, grazie all'intercessione giapponese, alla Thailandia furono riconosciuti 54.000 km² di territori laotiani e cambogiani. Fonti thailandesi sostengono che la superficie di quei territori fosse di 90.000 km². Il recupero di questi possedimenti accrebbe il prestigio in patria di Phibun, e una delle quattro province in cui fu suddiviso il territorio conquistato in Cambogia, quella in cui si trovava l'antica capitale khmer di Angkor, fu chiamata Phibunsongkhram. Per celebrare il trionfo, Phibun fece costruire a Bangkok l'imponente Monumento alla Vittoria. Fu del 28 luglio 1941 la sua nomina a Chom Phon comparabile a quella di feldmaresciallo, la più alta carica delle forze armate thai.

#### Seconda guerra mondiale
La guerra con i francesi cementò l'alleanza con i giapponesi. Nell'agosto del 1941, la Thailandia si unì alla ristretta cerchia di Paesi che riconoscevano il Manciukuò, lo Stato fantoccio creato da Tokyo con la conquista in Manciuria. Il Giappone era la Potenza emergente in Sudest Asia e rappresentava per i thai la possibilità di affrancarsi dalla soggezione a Francia e Regno Unito. Nel frattempo l'espansionismo giapponese in Asia affrontava grossi ostacoli economici derivanti dalle sanzioni degli Stati Uniti, che nel 1940 avevano decretato l'embargo sulle forniture petrolifere a Tokyo. Nel settembre di quell'anno l'Impero Giapponese aveva sottoscritto il patto Tripartito con il Terzo Reich e l'Italia fascista. All'occupazione giapponese dell'Indocina nel luglio del 1941 fecero seguito ulteriori sanzioni internazionali, alle quali il governo di Tokyo rispose scatenando nel dicembre 1941 la guerra del Pacifico, che sarebbe diventato il principale teatro asiatico della seconda guerra mondiale.

##### Invasione giapponese della Thailandia

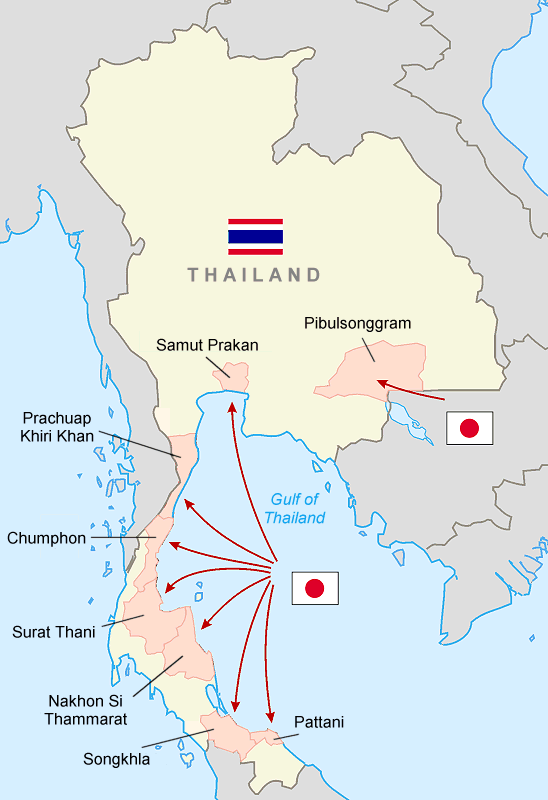
L'invasione giapponese dell'8 dicembre 1941

Tra il 7 e l'8 dicembre del 1941, nel giro di poche ore i giapponesi lanciarono attacchi a Thailandia, Filippine, Hong Kong, Guam e soprattutto quello a Pearl Harbor, che provocò l'entrata degli Stati Uniti nel conflitto mondiale. La Thailandia fu l'unico Paese avvisato dell'imminente attacco, la sera precedente l'ambasciatore giapponese chiese al governo l'autorizzazione al passaggio sul suolo thailandese delle truppe nipponiche per le imminenti invasioni di Malesia e Birmania, che a quel tempo erano nelle mani dei britannici. Phibun non era presente, l'ultimatum scadde dopo un'ora e poche ore dopo reparti armati giapponesi sbarcarono in diverse località della costa, mentre altri penetrarono dalle frontiere con l'Indocina.
Nelle prime ore del mattino Phibun riunì il Consiglio dei ministri, subito fu chiesto un cessate il fuoco e fu dato il permesso richiesto dai giapponesi. I successi iniziali ottenuti ovunque dall'Esercito Imperiale convinsero Phibun che la guerra sarebbe stata vinta dal Giappone e, il 21 dicembre, firmò un patto di alleanza con i rappresentanti di Tokyo. Il successivo 25 gennaio, il governo di Phibun dichiarò guerra a Stati Uniti e Regno Unito. Queste decisioni provocarono grandi proteste tra i ministri civili; con il rimpasto di governo che avvenne a dicembre, Phibun si pose a capo anche del dicastero degli Esteri, i civili furono allontanati dall'esecutivo e in particolare Pridi Banomyong, il quale fu spostato all'ufficio di reggenza del giovane sovrano. I ministri esautorati si unirono al movimento Seri Thai (Thailandia libera), già formatosi in funzione anti-giapponese presso alcune ambasciate thai all'estero.
L'occupazione giapponese portò ad un'ulteriore militarizzazione del Paese ed i vertici dell'esercito furono fieri di collaborare, convinti che il progetto dei propri alleati per la formazione di una sfera di co-prosperità della Grande Asia orientale avrebbe posto la Thailandia in una posizione di privilegio ed avrebbe allontanato per sempre la minaccia dell'Occidente. La politica di Phibun trovò molti sostenitori tra i nazionalisti, che sognarono il ritorno del Paese agli splendori dei primi regni della dinastia Chakri.

##### Campagna della Birmania
Le forze giapponesi entrarono in Birmania nel gennaio del 1942 dalla zona meridionale del Tenasserim ed in marzo occuparono la capitale Rangoon, principale snodo dei trasporti birmani. In tal modo bloccarono i rifornimenti britannici alla Cina e si insediarono in un Paese ricco di materie prime dal quale era possibile l'invasione del sud-ovest della Cina, che sarebbe quindi stata presa in una morsa, nonché un futuro attacco all'India britannica. In virtù del trattato di alleanza, le truppe thailandesi entrarono nei territori dell'odierno Stato Shan nel maggio successivo, occuparono la zona e si attestarono nell'antica città di Kengtung.
Quando le sorti del conflitto iniziarono a volgere in sfavore dei giapponesi, questi ricompensarono l'apporto fornito dai thai con il trattato del 20 agosto 1943, nel quale si riconosceva la sovranità thailandese su due degli Stati degli shan, un traguardo storico tentato molte volte ma mai riuscito ai regni siamesi. Lo stesso trattato affidava al governo di Bangkok l'amministrazione dei sultanati settentrionali malesi di Kedah, Kelantan, Perlis e Terengganu, ceduti dal Siam all'espansionismo britannico intorno all'inizio del XX secolo. Le nuove conquiste aumentarono ulteriormente la popolarità di Phibun tra i nazionalisti. Alla Thailandia veniva assegnata una parte importante nella sfera di co-prosperità della Grande Asia orientale ideata dal Giappone, che le affidava la supremazia sul ricco Sud-est asiatico, leader a quel tempo dei mercati mondiali della gomma e dello stagno.

### Dimissioni di Phibun e fine del conflitto
Gli effetti della guerra minarono gradualmente la fiducia dei thailandesi nel governo. I primi bombardamenti alleati su Bangkok erano stati nel gennaio 1942. Le 150.000 truppe giapponesi dislocate nel Paese iniziarono a trattare la popolazione locale come esseri inferiori e verso fine anno l'economia nazionale diede gravi segnali di sofferenza. I giapponesi si approvvigionarono delle materie prime a danno dei thailandesi, che iniziarono a risentire dell'effetto dell'embargo imposto dalle Potenze alleate e della crescente inflazione. L'opposizione si sviluppò intorno al movimento Seri Thai e 50.000 uomini armati da statunitensi e britannici iniziarono la Resistenza contro il governo.
Il declino giapponese coincise con la caduta del governo di Phibun, che verso la fine del 1943 tentò invano di schierarsi segretamente con gli Alleati. In previsione di un'invasione, propose al Parlamento lo spostamento della capitale in una roccaforte militare nella Provincia di Phetchabun, tra le montagne del nord. Diede il via ai lavori per la costruzione della città-fortezza, durante i quali persero la vita 4.000 operai per gli stenti e le malattie. Due giorni dopo le dimissioni del primo ministro giapponese Tojo, il 20 luglio 1944 il Parlamento bocciò la proposta di Phibun, che fu costretto a dimettersi. Era convinto che le dimissioni sarebbero state respinte in base al fatto che nessun altro aveva la sua statura politica, ma il Parlamento le accettò, ritenendo imminente la sconfitta del Giappone e inopportuno che Phibun rappresentasse il Paese nelle trattative con gli Alleati vincitori.
Si ritirò dalla scena politica rifugiandosi a Lopburi, dove si trovava il quartier generale dell'esercito, ma rifiutò di lasciare il posto di comandante supremo delle forze armate. Con l'uscita di scena di Phibun tornò al potere Pridi Banomyong, che da reggente si era rifiutato di firmare le dichiarazioni di guerra rendendole anti-costituzionali. A capo del governo fu posto il conservatore moderato Khuang Aphaiwong, accettato anche dalla fazione di Phibun. Questi fu nominato consigliere politico dopo che il nuovo esecutivo abolì la sua carica militare. Fino alla fine della guerra fu affrontata l'emergenza nazionale, poi il nuovo capo del governo divenne Seni Pramoj, ex ambasciatore negli Stati Uniti, che godeva di grande prestigio presso gli alleati per essersi rifiutato di consegnare la dichiarazione di guerra al governo di Washington e per essere stato uno dei fondatori del movimento Seri Thai.

### Arresto per crimini di guerra e rilascio
Con il ritiro di Phibun si entrò in una nuova fase politica nella storia del Paese. Per la prima volta il governo era affidato a dei civili, anziché al re o ai militari come in passato. Malgrado le grandi differenze tra le varie fazioni del Partito del Popolo, le sorti dei suoi uomini più in vista furono salvaguardate. Fu emanata una legge sui criminali di guerra che ne affidava il giudizio alla magistratura nazionale, sottraendoli dunque alle dure pene che sarebbero state comminate da un tribunale gestito dagli Alleati. Phibun e altri alti gradi militari furono arrestati e poco dopo rilasciati grazie a una sentenza che stabiliva l'impossibilità di applicare la legge ex post facto.

### Inizio della guerra fredda e democrazia in Thailandia
Nell'immediato dopoguerra, Pridi Banomyong sostenne i movimenti rivoluzionari del sudest asiatico che lottavano per l'indipendenza: una presa di posizione che lo avrebbe reso inviso alle Potenze occidentali entrate nella guerra fredda contro l'Unione Sovietica. Dopo un nuovo fallimentare governo di Aphaiwong, in un momento di crisi economica aggravata dall'obbligo di pagare i danni di guerra, il 24 marzo 1946 Pridi fu posto a capo del governo. Le novità furono la nuova Costituzione, l'introduzione del bicameralismo ed i primi partiti liberi dall'influenza militare nel Paese, a cui fu ridato il nome Siam. Nel periodo in cui Pridi fu a capo del governo, fu riconosciuta l'Unione Sovietica e fu abolita la legge anti-comunista. Le elezioni del 1946, le prime nel Paese a cui abbiano partecipato diversi partiti, furono vinte da Pridi e i suoi alleati.
Il successivo 9 giugno, il giovane re Ananda Mahidol fu trovato morto nel suo letto con un proiettile in testa in uno degli edifici del Grande Palazzo Reale, in circostanze rimaste avvolte dal mistero. Quello stesso giorno fu nominato re Bhumibol Adulyadej (Rama IX), fratello minore di Ananda Mahidol. Il luttuoso evento danneggiò pesantemente il prestigio di Pridi, che si era dimesso dalla carica di reggente del sovrano nel dicembre precedente. Tra le voci che circolarono, vi furono quelle che lo ritennero mandante del regicidio. Il successivo 23 agosto, Pridi rassegnò le dimissioni adducendo motivi di salute e affidò il governo al proprio alleato Thawan Thamrongnawasawat. Le lotte che si erano innescate tra le varie fazioni politiche dei civili nel dopoguerra minarono la capacità di resistere al ritorno al potere dei militari. La perdita di credibilità di Pridi dopo il regicidio e il modo con cui furono eseguite le indagini relative allo stesso regicidio indebolirono il nuovo governo. I nazionalisti conservatori addossarono al governo la responsabilità della crisi economica e politica e si rinforzarono sensibilmente. Nell'ottobre del 1946 fu ufficializzato il ritorno ai francesi dei territori cambogiani e laotiani ottenuti dai thai nel 1941.
Dopo essere uscito indenne dal processo per crimini di guerra, Phibun aveva saputo conservare la propria influenza sulla fazione nazionalista delle forze armate. Era inoltre visto dalle classi più abbienti della popolazione civile come il baluardo contro l'avanzata del comunismo in Siam. Fu in quegli anni che ebbe inizio la guerra fredda su scala mondiale e gli Stati Uniti estesero enormemente la propria influenza sul Siam, preoccupati per il crescente successo dei comunisti nella regione, in particolare nel Vietnam. Washington considerava ancora Phibun un criminale e un nemico, ma ritenne necessario che il potere fosse tolto alla fazione del troppo progressista Pridi e affidato al Partito Democratico dei conservatori Pramoj e Aphaiwong.

### Ritorno al potere e tentati colpi di Stato delle opposizioni
Gli Stati Uniti acconsentirono quindi con riserva al ritorno di Phibun, in grado di appoggiare con l'esercito il Partito Democratico e di ispirare il colpo di Stato militare organizzato dal suo alleato Phin Choonhavan l'8 novembre 1947 che pose fine al governo di Thamrongnawasawat e all'egemonia di Pridi Banomyong, costretto a rifugiarsi in esilio. Tra i motivi addotti dal cosiddetto "gruppo del golpe" per giustificarsi, vi fu la cattiva gestione governativa dei raccolti del riso e gli scandali ad essi relativi. Il colpo di Stato fu comunque l'espressione del malcontento delle forze armate per essere state confinate ad un ruolo di secondo piano alla fine del conflitto mondiale, soprattutto per volere del governo britannico. I vertici dell'esercito si sentivano defraudati dai membri del movimento Seri Thai che li avevano sostituiti al comando. Isolata a livello internazionale e pressata dal rinforzamento dell'esercito, la fazione democratica non poté opporsi al colpo di Stato. Uno dei principali artefici del colpo di Stato fu il colonnello Sarit Thanarat, che si era messo in luce durante i combattimenti in Birmania, aveva consolidato il proprio potere nell'esercito negli anni successivi e sarebbe diventato un personaggio chiave nella politica del Paese.
Il ritorno di Phibun sulla scena politica avvenne con la carica di comandante in capo dell'esercito. I vertici militari ritennero fosse passato troppo poco tempo dalla guerra per porre Phibun a capo del governo, che fu affidato ad interim a Aphaiwong. Questi accettò l'incarico ma chiese ed ottenne che l'esercito gli lasciasse autonomia politica, limitandosi a mantenere l'ordine pubblico. Le elezioni generali del gennaio 1948 confermarono la tenuta del governo, che continuava a godere dell'appoggio del "gruppo del golpe", e l'incarico fu confermato ad Aphaiwong. In breve affiorò il malcontento della fazione più militarista dell'esercito per il governo di Aphaiwong, malgrado i buoni risultati ottenuti nella gestione del riso. Si crearono diverse fazioni all'interno del gruppo che aveva realizzato il colpo di Stato, in particolare quella di Phibun accusava Aphaiwong di non fare abbastanza per ostacolare i progressisti che tentavano di riprendere il potere. Anche il previsto taglio delle spese militari fu fatale al primo ministro, che fu costretto a rassegnare le dimissioni l'8 aprile 1948 e lo stesso giorno il governo fu affidato a Phibun.
Contestato dai civili che appoggiavano l'esiliato Pridi, dalla Marina Militare e da altre fazioni dell'esercito, nei tre anni successivi Phibun represse diversi tentativi di colpo di Stato; uno fu organizzato nell'ottobre del 1948 da membri dell'esercito fedeli a Pridi, ma fu soffocato sul nascere; un altro fu organizzato nel febbraio successivo dallo stesso Pridi, giunto in segreto dall'esilio, con l'apporto di unità della Marina Militare e del Corpo dei Marines, che furono sopraffatte dopo tre giorni di combattimenti, i più duri mai registratisi nella capitale. Questa rivolta portò all'indebolimento della Marina Militare e all'allontanamento di diversi dei suoi più alti ufficiali. Fu anche l'ultima visita in Thailandia di Pridi, che riuscì a mettersi in salvo e a rifugiarsi in Cina sotto la protezione del primo ministro Zhou Enlai. Pochi giorni dopo, quattro detenuti ex ministri dei governi vicini a Pridi furono assassinati mentre venivano trasferiti in un altro carcere. Il 24 marzo 1949 l'Assemblea Costituente firmò ufficialmente la ridenominazione Thailandia, la risoluzione fu annunciata via radio il successivo 11 maggio.
Negli anni successivi, i giovani ufficiali che giunsero ai vertici della marina ordirono un nuovo tentativo di colpo di Stato, noto come la "ribellione della Manhatthan". Il 29 giugno 1951, mentre Phibun presenziava ad una cerimonia a bordo della Manhatthan, una nave donata dagli americani alla Thailandia, fu rapito da ufficiali della Marina Militare e portato nella Sri Ayutthaya, la nave ammiraglia. La radio della marina diffuse subito un comunicato dei golpisti che annunciarono un nuovo governo. Il giorno dopo vi fu la reazione di esercito, polizia ed aviazione. Furono bloccate tutte le unità navali che supportavano il colpo di Stato e fu poi cannoneggiata la Sri Ayutthaya. Prima che questa affondasse, Phibun riuscì a tuffarsi nel fiume e a mettersi in salvo a nuoto. Dopo il fallito tentativo, la Marina Militare fu riorganizzata ed i suoi effettivi furono ridotti al minimo.

### Politica filo-americana
Nel campo della politica estera, Phibun promosse rapporti privilegiati con gli statunitensi, il cui ruolo nelle vicende del Paese diventava sempre più importante. Nel biennio 1948-1950, la Thailandia mantenne un iniziale equilibrio nei rapporti internazionali, sia con le Potenze impegnate nella Guerra fredda, alle quali chiedeva armamenti, che con gli altri Stati del Sud-est asiatico. Il nazionalismo e l'eliminazione delle opposizioni interne rimasero le principali priorità. Il governo mantenne in questo periodo un intransigente atteggiamento anti-francese, auspicando che i colonialisti fossero cacciati dalla regione dai Viet Minh, ai quali permise di continuare ad organizzarsi nel nord-est del Paese.
La svolta filo-americana si ebbe dopo la presa del potere dei comunisti in Cina del 1949 ed il generale sviluppo del movimento comunista in Indocina, quando gli americani sciolsero le riserve e iniziarono a fornire alla Thailandia grandi quantità di armi, facendone un baluardo nella lotta al comunismo. Lo schieramento a fianco di Washington comportò la diminuzione dell'influenza dei civili sulle scelte di governo e una maggiore repressione delle opposizioni interne. Dopo gli arrivi dei primi aiuti economici americani, giunti nel settembre 1949, Phibun promosse una politica internazionale di estremo anticomunismo per convincere i nuovi alleati della propria affidabilità.
Nel marzo del 1950, la Thailandia riconobbe la sovranità dello Stato del Vietnam, fantoccio controllato dai francesi. Nel luglio successivo, fu il primo Stato asiatico a offrire truppe e rifornimenti per la campagna statunitense nella guerra di Corea. Il trionfo comunista in Cina aveva avuto ripercussioni sui nazionalisti di etnia cinese in Thailandia, e verso la fine del 1950 il governo di Phibun accentuò la repressione interna anti-cinese. Nel novembre 1952 furono prese per la prima volta serie misure contro i militanti della sinistra e dei movimenti pacifisti, che furono vittime di un'ondata di arresti e di alcuni assassinii. Nel 1953, il Consiglio per la Sicurezza Nazionale degli USA propose lo sviluppo della Thailandia come bastione anti-comunista dell'intero Sudest asiatico. Gli aiuti militari statunitensi raggiunsero quell'anno il 250% dell'intero budget dell'esercito thailandese. La CIA iniziò in quegli anni a sovvenzionare anche la Reale Polizia Thailandese.
Dopo il trionfo dei comunisti nella guerra d'Indocina, la Thailandia si unì nel 1954 alla SEATO, un'organizzazione militare di ispirazione statunitense per fronteggiare il comunismo nella regione, la quale instaurò il quartier generale a Bangkok. L'anno successivo la Thailandia offrì alle forze della SEATO l'utilizzo delle proprie basi militari.

### Politica interna dopo il ritorno al potere
A livello interno, Phibun riprese inizialmente le politiche nazionaliste che lo avevano caratterizzato prima della guerra. Nel 1949 fu nuovamente adottato il nome Thailandia per il Paese. Il governo continuò a perseguitare i cinesi residenti nel Paese e la loro grande influenza sull'economia interna, bollandoli come nemici della Patria e comunisti dopo il trionfo maoista del 1949. Furono reintrodotte le usanze occidentali in luogo di quelle tradizionali e fu migliorata l'istruzione secondaria.

#### Perdita di potere e triumvirato
I continui tentativi golpisti ai suoi danni indebolirono la posizione di Phibun all'interno dell'esercito; acquisirono invece crescente potere tra i membri del "gruppo del golpe" i generali Phao Siyanon, capo della polizia, e Sarit Thanarat, comandante della guarnigione di Bangkok dell'esercito. Quest'ultimo godeva delle simpatie degli statunitensi e si era ulteriormente rinforzato accumulando una fortuna con traffici illeciti, approfittando della propria posizione. Fu la rivalità tra questi due generali il motivo principale che permise a Phibun di conservare la guida del governo, pur dovendo spartire con loro i massimi poteri. Altri importanti motivi erano il suo indiscusso carisma a livello internazionale e la sua sensibilità nel trovare un equilibrio tra le forze di governo e nel manipolare la propaganda.
Nel novembre del 1951, adducendo il pericolo di un'aggressione comunista, esercito e polizia portarono a termine quello che è stato definito il "colpo di Stato silenzioso", con cui fu sospesa la costituzione del 1949 e ripristinata quella del 1932, annullando la bicamerale e delegando al governo la nomina di metà dei deputati. Subito dopo, re Bhumibol Adulyadej fu invitato a tornare dal soggiorno svizzero. Nel febbraio del 1952 fu promulgata la nuova costituzione e si tennero nuove elezioni, con cui venne eletta l'altra metà dei deputati, buona parte dei quali erano ufficiali dell'esercito. La costituzione del 1952 era di fatto una modifica di quella del 1932, aumentava i poteri della giunta militare e limitava le libertà dei cittadini. La politica interna del triumvirato fu comunque simile a quella adottata da Phibun dal 1948, anche se si inasprirono i livelli di repressione contro le opposizioni, in particolare quella comunista. Nel novembre del 1952, il governo lanciò la nuova campagna anti-comunista dopo che la polizia aveva annunciato di aver scoperto un complotto dei comunisti.
Nel tentativo di promuovere l'industria nazionale, si tentò di scoraggiare la coltivazione del riso, pilastro dell'economia fino ad allora, imponendo pesanti tasse per la sua esportazione. Il governo acquistò quindi le ingenti quantità di riso invenduto mettendolo sul mercato interno a prezzi molto bassi, cercando di tenere basso il costo della vita, prevenendo le richieste per l'aumento delle paghe e rendendo i prodotti industriali thailandesi competitivi sui mercati internazionali. Tale cambiamento fece aumentare la produzione di altre colture e sollevò le proteste dei coltivatori di riso, che diminuirono la produzione e gli investimenti per nuove tecnologie.

#### Parentesi democratica

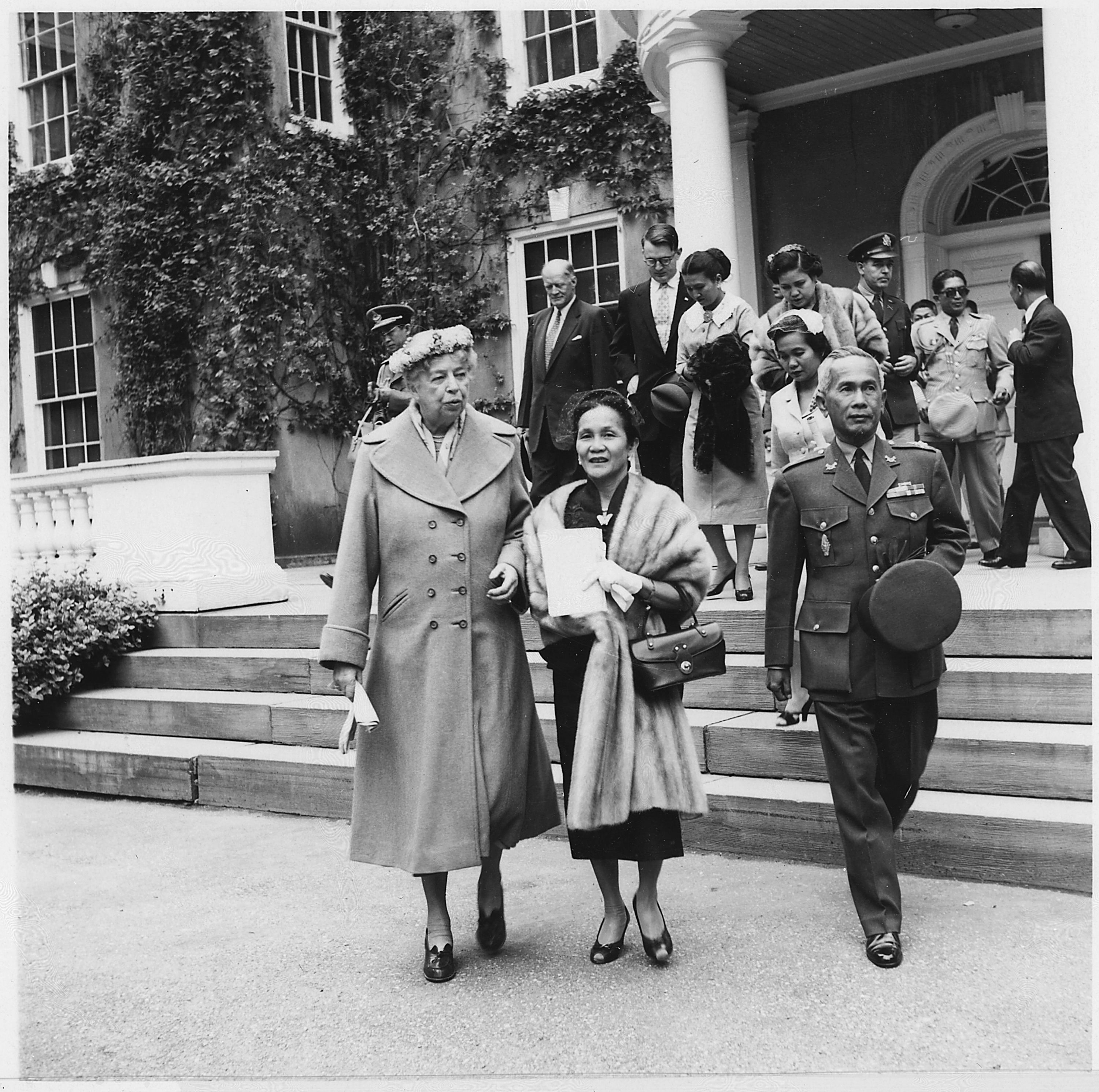
Maggio 1955. Phibun e consorte a Hyde Park (New York) con la signora Eleanor Roosevelt

Malgrado il ferreo controllo sul Paese che ebbe in quegli anni l'esercito, nel quale aveva perso gran parte del proprio potere, Phibun tentò di rinforzare il proprio prestigio sulla popolazione thailandese e sul Congresso degli Stati Uniti, che chiedeva sia l'appoggio nella lotta al comunismo sia una gestione democratica del potere. Nel 1955 intraprese un viaggio durante il quale fu ricevuto dai rappresentanti delle maggiori democrazie dell'Occidente, tra cui quella degli Stati Uniti. In entrambe le camere del Parlamento di Washington, Phibun confermò l'appoggio del proprio Paese nella guerra fredda e dichiarò l'intenzione di sviluppare in Thailandia una democrazia simile a quella dei maggiori Paesi dell'Occidente. Questo atteggiamento gli fruttò una certa riconoscenza dai vertici della politica americana, ma gli attirò l'ostilità delle fazioni radicali dell'esercito thailandese, decretando l'inizio del suo declino.
Tornato in patria promosse alcune riforme di secondaria importanza che confermarono l'apertura alla democrazia. Già nel 1952 aveva creato il Ministero delle Cooperative, promuovendo una delle iniziative di Pridi Banomyong nella legge bollata come comunista nel 1933, che prevedeva la nazionalizzazione delle terre e la loro assegnazione a cooperative. Allentò la censura imposta alla stampa e in un parco di Bangkok ricavò un'area in cui era permesso a chiunque di esprimere la propria opinione, sul modello dello Speakers' Corner nell'Hyde Park di Londra. Emanò inoltre una legge che permise la creazione di nuovi partiti politici. Questi tentativi di guadagnarsi vantaggi politici furono duramente osteggiati in patria, dove nacquero sentimenti anti-americani e Phibun fu accusato di essersi troppo asservito agli statunitensi. Non ottenne l'appoggio del popolo, per il quale queste blande riforme non avevano portato alcun consistente vantaggio pratico.

### Colpo di Stato del 1957 ed esilio di Phibun
Alcuni scandali che coinvolsero il governo furono il preambolo delle nuove elezioni politiche, tenutesi nel febbraio del 1957 e finite con una grande affermazione del partito di governo. Le intimidazioni della polizia ai votanti durante le consultazioni furono particolarmente diffuse e ne condizionarono l'esito, scatenando le proteste studentesche e del Partito Democratico all'opposizione. Phibun reagì alle crescenti proteste dichiarando il 3 marzo la legge marziale e affidando al comandante dell'esercito Sarit Thanarat l'incarico di mantenere l'ordine. Gli statunitensi osservarono con preoccupazione la crisi thailandese, ritenendola la peggiore dal colpo di Stato del 1951; temendo che la situazione potesse compromettere il ruolo della Thailandia nella lotta al comunismo, avrebbero finito per appoggiare la presa del potere da parte di Thanarat, il cui crescente potere garantiva maggiore stabilità.
Il colpo di Stato dell'esercito, organizzato da Thanarat con la copertura degli Stati Uniti, ebbe luogo senza scontri armati il 16 settembre 1957, fu dissolto il Parlamento e sospesa la costituzione. Il generale Phao e Phibun furono rimossi dal potere e quest'ultimo fu costretto all'esilio in Giappone, dove sarebbe rimasto fino alla morte avvenuta nel 1964. Secondo alcune fonti, Phibun si era tenuto segretamente in contatto con il governo maoista di Pechino e con Pridi, che era esiliato in Cina, e la sua rimozione dal potere sarebbe avvenuta dopo che tali contatti furono scoperti. Ebbe così fine l'egemonia di Phibun, durata tre decenni, e venne instaurato un governo civile presieduto ad interim da Pote Sarasin, ex ambasciatore a Washington, ma controllato dal feldmaresciallo Thanarat. Dalle elezioni del dicembre successivo emerse vincitrice la coalizione di governo che Thanarat raggruppò nel nuovo Partito Nazional Socialista da lui creato. Gravato da problemi di salute, Thanarat affidò il governo al suo vice-comandante nell'esercito Thanom Kittikachorn, che instaurò una ferrea dittatura militare.
Il nuovo corso della politica thailandese fu caratterizzato da un rapporto di paternalismo dei governanti verso il popolo, imposto dalla giunta militare con una repressione più dura della precedente, ma furono mantenuti gli impegni presi con gli statunitensi nella lotta internazionale al comunismo. L'avvento al potere di Thanarat rilanciò il ruolo della monarchia, il re Bhumibol Adulyadej e l'intera casa reale conseguirono notevoli vantaggi, recuperando gran parte dei privilegi perduti nel 1932.

## Onorificenze
Plaek Phibunsongkhram fu insignito delle seguenti onorificenze thailandesi:
- 1911 -  Medaglia per l'incoronazione di re Rama VI
- 1925 -  Medaglia per l'incoronazione di re Rama VII
- 1932 -  Medaglia commemorativa dei 150 anni di Bangkok
- 1934 -  Dushdi Mala - Militare
- 1937 -  Cavaliere con Gran Cordone (Classe Speciale) del Molto Nobile Ordine della Corona di Thailandia
- 1938 -  Medaglia con le cifre di re Rama VIII
- 1940 -  Cavaliere con Gran Cordone (Classe Speciale) dell'Ordine dell'Elefante Bianco
- 1941 -  Medaglia per la vittoria contro l'Indocina francese
- 1941 -  Cavaliere dell'Ordine delle Nove Gemme
- 1942 -  Cavaliere con Gran Cordone (Prima Classe) dell'Ordine di Chula Chom Klao
- 1942 -  Ordine al merito di Thailandia
- 1943 -  Medaglia per il servizio reso in Asia
- 1943 -  Medaglia per la Vittoria - seconda guerra mondiale
- 1943 -  Dushdi Mala - Civile
- 1944 -  Medaglia al Valore Militare - seconda guerra mondiale
- 1956 -  Medaglia (Prima Classe) con le cifre di re Rama IX
- 1957 -  Medaglia per il Servizio di Frontiera